# Tetiànovo
Tetiànovo (en rus: Тетяново) és un poble de la República de Marí El, a Rússia, que en el cens del 2010 tenia 84 habitants. Pertany al districte rural de Kozmodemiansk.